# Phyllodoce cuspidata
Phyllodoce cuspidata är en ringmaskart som beskrevs av McCammon och Jean Pierre François Camille Montagne 1979. Phyllodoce cuspidata ingår i släktet Phyllodoce och familjen Phyllodocidae. Inga underarter finns listade i Catalogue of Life.